# 東方明珠電視塔
東方明珠電視塔（とうほうめいしゅでんしとう、簡体字中国語: 东方明珠广播电视塔、拼音: Dōngfāng Míngzhū Guăngbō Diànshìtă）は中華人民共和国上海市浦東新区陸家嘴金融貿易区に位置するテレビ塔。中国の5A級観光地（2007年認定）。
上海テレビ塔、オリエンタルパールタワー（OPT, Oriental Pearl Radio&TV Tower）、上海タワーとも呼ばれる。

## 概要
高さ467.9mで、広州塔が完成するまではアジア第1位、世界ではカナダのトロントにあるCNタワー(553.3m)、ロシアのオスタンキノ・タワーに次ぎ、第3位の高さを誇った。
展望台は3つ、351m（太空艙）、263m（上球体）、90m（下球体）の高さのところにある。各展望台からは360度広がる上海の街を彼方まで眺められる。特に夜は、黄浦江を行きかう船や外灘の夜景を一望できる。
1990年着工、1994年11月完成。総建設費8.3億元。
2015年11月14日、パリ同時多発テロ事件への抗議と哀悼としてトリコロールの3色にライトアップした。

## デザイン
『上海東方明珠電視塔』には、大小合わせて11個の球体がデザインされている。球体は『明珠』（真珠のこと）をイメージしている。これは、設計者が、唐代の詩人白居易（772年―846年）の長編の詩「琵琶行」の一節からインスピレーションを得たといわれている。その一節とは、以下である。
大弦 嘈嘈 如 急雨，小弦 切切 如 私語。
嘈草 切切 錯雑 弾，大珠 小珠 落 玉盤。
（太い弦を弾くと　突然降る雨のようにザーザーと音がする。細い弦を弾くと、つぶやきのようにやさしい音がする。太い弦と細い弦とを交互に弾くと、ときにはザーザーと、ときにはやさしく、まるで大きな真珠と小さな真珠が玉の盆に落ちる音と同じようだ。）

## 入場料
観光+遊船　180元　上球体までの見学と、塔内にある上海城市歴史発展陳列館入場料、浦江遊覧船セット。
A票　180元　全ての展望台見学と上海城市歴史発展陳列館のセット。
B票　150元　上球体までの見学と上海城市歴史発展陳列館のセット。
C票　120元　上球体の見学と上海城市歴史発展陳列館のセット。
午餐　268元　B票に昼食をセットしたもの。
晩餐　298元　B票に夕食をセットしたもの。
- 現役軍人（中国人民解放軍軍人）は上球体、上海城市歴史発展陳列館の入場無料。
- 70歳以上は4割引。
- 身長1m40cm以下の児童は半額、1m以下の児童は無料。

## 映像作品への登場
ディストピアSF映画『ウルトラヴァイオレット』で登場し、映画『ゴジラ FINAL WARS』にも登場する。